# Lonely Boys
Los Lonely Boys son un grupo de Rock Chicano de San Angelo, Texas cuyo estilo varía entre el Tex-Mex con elementos de Rock Sureño, Blues, Soul, Country y Tejano. La banda está integrada por tres hermanos: Henry, Jojo y Ringo Garza quienes han seguido los pasos de su padre que también tenía una banda formada hermanos llamada "The Falcones", los cuales tocaron en el sureste de Texas en las décadas de 1970 y 1980.
Henry, Jojo y Ringo cantaban de respaldo para su padre, durante su carrera de solista en la década de 1990. Posteriormente crearon su propio grupo, separándose de su padre y grabaron su primer álbum en el 2003. Las sesiones de grabación fueron realizadas en el estudio de Willie Nelson en Pedernales; más tarde el álbum fue adquirido por Epic Records para su distribución en marzo de 2004.
Su sencillo “Heaven” alcanzó el puesto número 16 en la lista Billboard 100 y ganaron su primer Premio Grammy en la categoría de "Mejor Actuación como Grupo o Dúo" en el 2005. Durante ese mismo año grabaron un sencillo junto a Carlos Santana llamado "I don’t wanna lose your love". Han tocado junto a artistas como Willie Nelson, The Rolling Stones, Tim McGraw, Carlos Santana, Ronnie Milsap, entre otros.

## Discografía

### Álbumes de estudio
| 1997 | Los Lonely Boys - Lanzado:self-released                             | —   | —  | — | —  |                         |
| 1998 | Teenage Blues - Discográfica: self-released                         | —   | —  | — | —  |                         |
| 2003 | Los Lonely Boys - Sello: Epic Records                               | 9   | —  | 1 | 4  | - US: 2× Multi-Platinum |
| 2006 | Sacred - Sello: Epic Records                                        | 2   | 1  | — | —  |                         |
| 2008 | Forgiven - Sello: Epic Records                                      | 26  | 13 | — | —  |                         |
| 2009 | 1969 - Label: Playing In Traffic Records / Lonely Tone Records      | 124 | —  | — | 15 |                         |
| 2011 | Rockpango - sello: Playing In Traffic Records / Lonely Tone Records | 70  | 19 | — | 14 |                         |
| "—"  |                                                                     |     |    |   |    |                         |

### Álbumes en vivo
| 2005               | Live at the Fillmore - Sello: Epic Records                            | 69 |
| 2006               | Live at Blue Cat Blues - Sello: Blue Cat Blues                        |    |
| 2010               | Keep On Giving: Acoustic Live! - Sello: LonelyTone/Playing In Traffic | —  |
| "—" sin liberación |                                                                       |    |

### Holiday albums
| Año  | Álbum                                  | Pico de posición |
| Año  | Álbum                                  | US Holiday       |
| ---- | -------------------------------------- | ---------------- |
| 2008 | Christmas Spirit - Sello: Epic Records | 40               |

### Álbumes Recopilados
| Year | Album details                                                    |
| ---- | ---------------------------------------------------------------- |
| 2009 | Playlist: The Very Best of Los Lonely Boys - Sello: Epic Records |

### Sencillos
| 2003                                    | "Real Emotions"[A] | —  | —  | —  | —  | —  | —  |            | Los Lonely Boys |
| 2004                                    | "Heaven"           | 16 | 1  | 2  | 46 | 11 | 26 | - US: Gold | Los Lonely Boys |
| 2004                                    | "More Than Love"   | —  | 31 | 15 | —  | —  | —  |            | Los Lonely Boys |
| 2005                                    | "Diamonds"         | —  | 28 | 26 | —  | —  | —  |            | Sacred          |
| 2008                                    | "Staying with Me"  | —  | —  | —  | —  | —  | —  |            | Forgiven        |
| 2011                                    | "Fly Away"         | —  | —  | —  | —  | —  | —  |            | TBD             |
| "—" denotes releases that did not chart |                    |    |    |    |    |    |    |            |                 |